# Fuchsia pilosa
Fuchsia pilosa är en dunörtsväxtart som beskrevs av Fielding och Gardner. Fuchsia pilosa ingår i släktet fuchsior, och familjen dunörtsväxter. Inga underarter finns listade i Catalogue of Life.